# Heinz Strobl
Heinz Strobl, pseud. Gandalf (ur. 4 grudnia 1952 w Pressbaum) – austriacki muzyk new age. Zaliczany jest do grupy najciekawszych artystów tego gatunku. Strobl jest multiinstrumentalistą i gra na instrumentach klawiszowych, perkusji i gitarze. W swej muzyce wykorzystuje także instrumenty dęte, przede wszystkim flet i saksofon. Pierwsze albumy artysty nagrane w początku lat osiemdziesiątych osadzone są w stylistyce progresywnego rocka (bardzo miękkiego) i można je porównać do produkcji takich artystów jak Mike Oldfield, Rick Wakeman lub Enya. W późniejszym okresie twórczości Strobl odszedł od rockowych korzeni w stronę bardziej stonowanej i refleksyjnej muzyki New Age. Tematycznie muzyka związana jest z umiłowaniem przyrody. Strobl szeroko czerpie z doświadczeń muzycznych obcych kultur. Szczególnie bliskie są mu motywy południowo amerykańskie. Współpracował m.in. z niemieckim muzykiem Oliverem Shanti.

## Dyskografia
- 1981 Journey to an Imaginary Land
- 1982 Visions
- 1983 To Another Horizon
- 1983 More than Just a Seagull
- 1984 Magic Theatre
- 1985 Tale from a Long Forgotten Kingdom
- 1987 The Universal Play
- 1987 From Source to Sea
- 1987 Fantasia – The Best of
- 1989 Invisible Power
- 1990 Labyrinth (Soundtrack)
- 1990 Symphonic Landscapes
- 1991 Reflection (1986-1990)
- 1992 Gallery of Dreams
- 1992 The Stones of Wisdom
- 1994 To Our Children's Children
- 1994 Colours of the Earth
- 1995 Echoes From Ancient Dreams
- 1996 The Shining
- 1996 Gates to Secret Realities
- 1997 Barakaya: Trees Water Life
- 1999 Into the Light
- 1999 Samsara
- 2000 Visions 2001
- 2002 The Fountain of Secrets
- 2003 Between Earth and Sky
- 2004 Colors of a New Dawn
- 2005 Der Prophet
- 2006 Sacred River
- 2009 Sanctuary
- 2021 Secret Sarai